# Щ
Щ, щ (название: ща) — буква славянских кириллических алфавитов: 26-я в болгарском, 27-я в русском и 30-я в украинском; используется также в алфавитах некоторых неславянских языков, например в казахском. В белорусском алфавите отсутствует, вместо Щ используется сочетание «шч»[неоднозначно]; из сербского алфавита упразднена реформой Вука Караджича (заменена обычно на «ћ» или «шћ», согласно произношению); в македонском алфавите отсутствует с самого его создания в 1944 году. В кириллице обычно считается 25-й по порядку (если речь идёт о старославянской азбуке, где Щ принято ставить перед Ц) или 28-й (в церковнославянской азбуке, где, как и в русской, стоит после Ш), выглядит как  и имеет числовое значения 600; в глаголице по счёту 26-я, выглядит как  и имеет числовое значение 800. В старославянском читается как [ʂʲtʲ], так как буква по происхождению записывает болгарский рефлекс праславянского сочетания *tj (вообще, старославянские написания через щ и шт считаются равноправными и взаимозаменимыми), в церковнославянском — по-разному, в зависимости от выговора местного населения.

## Название
Название в старо- и церковнославянской азбуках — «ща», смысл которого неизвестен; возможно, его и не было (иногда упоминаемое совпадение с новой сербской формой «шта» местоимения «што» вторично). Происхождение буквы почти все исследователи объясняют через какую-то лигатуру, но по-разному: основные мнения состоят в Ш+Т (наиболее популярное), Ш+Ч (лучше объясняет глаголическую форму) и Т+Ш (вариант Н. Н. Дурново).

## Начертание
В старом начертании хвост кириллической буквы Щ обыкновенно продолжает её среднюю мачту, как будто буква состоит из поставленных друг на друга Ш и Т; в гражданском шрифте сделан таким же, как в букве Ц; в дальнейшем имел и имеет несколько разных форм в зависимости от используемой гарнитуры, но обычно устроен одинаково с Ц того же шрифта. В босанчице встречается начертание, когда не хвост спускается под строку, а вся буква поднимается и приобретает пропорции, близкие к греческому Ψ.
Различие русских начертаний Ш и Щ позволило усмотреть в хвостике буквы Щ диакритический знак и построить с его помощью некоторые буквы для создававшихся в СССР кириллических письменностей для разных народов: Ӷ, Җ, Қ, Ԯ, Ң, Ԥ, Ҭ, Ҳ, Ҷ, Ӌ.

## Произношение и употребление

### В русском языке
27-я буква русского алфавита. Произношение неоднородно.
- Сочетание двух согласных: мягкого (палатального) спиранта [ш’] и сложного, тоже мягкого согласного [ч’]. Такое произношение щ = шьч отмечают уже Тредиаковский («Разговор об орфографии», 1748) и Ломоносов («Российская грамматика», 1755). Им следует и Шлёцер в своей неоконченной «Russische Sprachlehre» (1764). Произношение это раньше часто встречалось в речи образованного общества, реже — в народных говорах; в XIX веке считалось литературным. В XX веке практически вышло из употребления.
- Мягкий долгий [ш’ш’] или короткий [ш’]. Мягкий (ро[ш’ш’]а = роща), происходит из московских (не везде), калужских, некоторых рязанских и других акающих, или южновеликорусских, говоров.
- Твёрдый долгий [шш] сохранился преимущественно в северо-восточных «окающих» говорах (Казанская, Вятская, Нижегородская губ.): [ташшы] (тащи), как обыкновенно изображают это слово средствами общеупотребительной русской графики.

В общепринятом правописании в некоторых словах звук [шч] или близкий к нему изображается посредством различных буквосочетаний: (веснушчатый, мужчина, счастье, извозчик, жёстче, звёздчатый, дождь, счётчик, расчёска, рассказчик, счёты). Наличие подобных альтернативных обозначений для этого звука порой приводило к идее исключить букву Щ из русского алфавита (см., в частности, упомянутую выше книгу Тредьяковского) с заменой, например, на сч.
Ввиду того, что в прошлом буква щ обозначала сложный звук [ш’ч’], эта буква практически не использовалась в словах, заимствованных из других языков (исключение: крещендо). Эта традиция сохраняется и поныне: хотя звуки, близкие к [ш’], широко встречаются в ряде языков, при передаче на русский язык они заменяются либо на сь, либо на ш. Исключение составляют польский и литовский языки: по правилам транскрипции буквой щ передаются польское szcz и литовское šč, например: Блащиковский (пол. Błaszczykowski), Аникщяй (лит. Anykščiai).
По своему происхождению сочетание согласных [ш’ч’], ранее обозначавшееся посредством щ, различно. В одних случаях оно возникло путём палатализации сочетания [ск] перед нёбными гласными (ищет, трещит) или перед [j] (ищу, трещу; суффикс -ище в городище, топорище и др.), в других — из [стј] (рощу, свищу, роща), в третьих перенесено из церковнославянского в многочисленных заимствованиях, вроде пища (из [т’j], народное пича), трепещу, клевещу (тоже из [тј]), нощь, пещь, мощь, мощи (из [кт] и [гт], ср. народные ночь, печь, мочь) и т. д., наконец, в четвёртых — из сочетания [сч], [зч] путём уподобления [с], [з] следующему [ч] и перехода их в [ш] (ср. счёт, счастье, исчез). Часто наличие буквы Щ является признаком славянизмов, а в собственно русских словах на этом месте Ч (горящий/горячий, помощь/по́мочи, вращать/ворочать, освещение/свеча и т. п.).
Выбор между написаниями ща/щя, що/щё, щу/щю, щи/щы, ще/щэ определяется не произношением, а формальными правилами и соображениями этимологического и исторического порядка. Традиционны написания ща, щу, щи, ще; противоположные им щя, щю, щы, щэ практически невозможны даже в заимствованиях (по причине, описанной двумя абзацами выше), хотя крайне редко могут встречаться:
- в заимствованиях из литовского языка (Аникщяй);
- в топонимах казахского происхождения (Ащысай, Ащыкудык);
- в фамилиях армянского происхождения (Кещян);
- в фамилиях, случайно записанных в официальных документах «на слух» (Щюрова);
- теоретически возможны в сложных словах (овощэкспорт).

Выбор между написаниями що и щё определяют достаточно сложные правила: так, например, в фамилиях возможны двоякие написания -щов/-щёв (например, Хрущов/Хрущёв). Также формальные правила задают выбор между щ и щь (если только речь идёт не о разделительном мягком знаке: мощью): с щь пишутся преимущественно повелительное наклонение глаголов (таращь, морщь, плющь), а также именительный и винительный падежи единственного числа существительных женского рода (помощь, вещь).

### В болгарском языке
26-я буква болгарского алфавита. Произношение: [шт] (болг. «Съединени американски щати» — рус. «Соединённые Штаты Америки»)

### В украинском языке
30-я буква украинского алфавита. Нормативным произношением буквы в украинском языке считается твёрдое [шч], однако в смешанном наречии русского и украинского языка, т. н. суржике, встречается произношение на русский манер как [ш’ш’].

## Таблица кодов
| Кодировка    | Регистр   | Десятич- ный код | 16-рич- ный код | Восьмерич- ный код | Двоичный код      |
| ------------ | --------- | ---------------- | --------------- | ------------------ | ----------------- |
| Юникод       | Прописная | 1065             | 0429            | 002051             | 00000100 00101001 |
| Юникод       | Строчная  | 1097             | 0449            | 002111             | 00000100 01001001 |
| ISO 8859-5   | Прописная | 201              | C9              | 311                | 11001001          |
| ISO 8859-5   | Строчная  | 233              | E9              | 351                | 11101001          |
| КОИ-8        | Прописная | 253              | FD              | 375                | 11111101          |
| КОИ-8        | Строчная  | 221              | DD              | 335                | 11011101          |
| Windows-1251 | Прописная | 217              | D9              | 331                | 11011001          |
| Windows-1251 | Строчная  | 249              | F9              | 371                | 11111001          |

В HTML прописную букву Щ можно записать как &#1065; или &#x429;, а строчную щ — как &#1097; или &#x449;.